# ゲゲゲの女房 (映画)
『ゲゲゲの女房』（ゲゲゲのにょうぼう）は、漫画家・水木しげるの妻・武良布枝が著した自伝『ゲゲゲの女房』を原作とし、2010年11月20日に公開された日本映画である。
同年に同書を原案にして放送されたNHK連続テレビ小説『ゲゲゲの女房』があるが、映画化はテレビドラマ化に先行して企画された別プロジェクトであり、テレビドラマの劇場版ではない（後述）。水木が有名漫画家になるまでの、4年間ほどの貧乏な夫婦生活を描いた。
鈴木卓爾監督の長編2作目にあたり、第25回高崎映画祭で最優秀監督賞と最優秀主演女優賞を受賞した。『花の街 ふかや映画祭2010』の特別招待作品でもある。

## 製作
『ゲゲゲの女房』はNHKの連続テレビ小説としてテレビドラマ化され、2010年4月から9月まで放送された。映画化はこのドラマ化に先行して企画され、鈴木卓爾監督、スローラーナーの制作・配給（後に配給会社はファントム・フィルムに変更）により、2009年1月から1年ほどかけ脚本を起こし、2010年初めに撮影を開始、同年春にクランクアップした。
主演俳優は、武良布枝役に吹石一恵、茂役に宮藤官九郎。なおテレビドラマ版との掛け持ち出演者では、布美枝・友人役の平岩紙が映画では布枝の兄嫁・只子役として、質店店主・徳井優が映画では妖怪ぬらりひょん役で、漫画アシスタント・菅井伸役の柄本佑が映画では編集者役で、それぞれ出演している。
映画の公開時期こそテレビドラマ終了後であるが、撮影時点ではテレビ放送前だったため影響はほとんどない。またテレビドラマ版と異なり、主人公夫婦とその家族など登場人物の大部分は実名である。
映画での武良家は、埼玉県深谷市に現存する一軒家を改築して撮影された。他にも、布枝の実家である安来の飯塚酒店には市内の旧七ツ梅酒造跡が使われるなど、全編にわたって深谷市内をロケ地として撮影が行われた。なお、旧七ツ梅酒造跡はテレビ版でも「飯田家」ではないものの、紙芝居のシーンで撮影が行われた。また、他の映画やテレビドラマの撮影に使われた実績もある。
当時の史実や時代考証の再現にも力が入れられたテレビドラマ版と異なり、映画表現として現代の風景の中で昭和30年代を演じることをコンセプトとしている。そのため、公式サイトや映画関係のウェブサイトなどで公開されている水木（武良）夫妻のスチールや宣伝ポスター画像には、昭和30年代にはなかった畑の大規模なビニールハウスや、超高圧送電線鉄塔、携帯電話の基地局アンテナなどの背景も写っている。また、映画のプロデューサーの越川道夫は、NHKのプロデューサーとも連絡を取り合っているという。

## 主題歌
音楽は鈴木慶一が担当し、「ムーンライダーズ feat. 小島麻由美」名義で主題歌（エンディングテーマ）「ゲゲゲの女房のうた」をリリース、2010年10月20日に自らのレーベル「Moonriders Records」kaから同名のマキシシングルとして発売。作曲は鈴木慶一、作詞は鈴木卓爾監督が手掛けている。また鈴木慶一は貸本屋の都筑睦夫役で映画に出演もしている。
なおムーンライダーズは、結成35周年の節目となる翌2011年11月11日に年内をもって無期限活動休止に入ることを発表したため、これが最後のシングル盤となっている。

## 劇場公開
2010年11月20日より一般公開。水木（武良）夫妻の出身地である島根県・鳥取県内の4館では、同年11月6日から先行公開された。
また、主なロケ地となった深谷市では同年10月11日、水木プロダクションのある東京都調布市では10月14日に、プレミア先行試写会が実施された。
なお調布市では当時、市内唯一の映画館であった調布パルコ6階の「パルコ調布キネマ」で当作品が一般公開されたが、翌2011年9月11日をもって閉館している。その後6年間にわたり「映画のまち調布」に映画館がない状態が続いていたが、2017年9月29日のトリエ京王調布開業に伴い、C館に「イオンシネマ シアタス調布」がオープンした

## 受賞歴
- おおさかシネマフェスティバル2011「主演女優賞」に吹石一恵が選ばれた[15]。
- 第25回高崎映画祭「最優秀監督賞」に鈴木卓爾が、「最優秀主演女優賞」に吹石一恵が選ばれた[16]。

## ストーリー
風情豊かな島根県能義郡（現・安来市)で育った布枝は、周囲の男性よりも高い背丈が災いして嫁に行きそびれていた。昭和36年、布枝に見合い話が舞い込んだ。同郷の見合い相手は武良茂といい、太平洋戦争で左腕を失いながら、『水木しげる』というペンネームで貸本漫画を描く漫画家だった。漫画の締め切りがあると茂に急かされた布枝は、出会ってたった5日で結婚式を挙げ、お互いをよく知らぬまま東京での新婚生活を始めることになる。
茂の家は一戸建てだが、電話は止められ、嫁入り道具は質に入れられ、2階には間借り人の男がいるという貧乏所帯だった。見よう見まねで茂の漫画を手伝う布枝。だが、茂の妖怪漫画は暗くて返品が多く、原稿料は半分しか支払われなかった。ついに電気も止められ、ロウソクの灯りで漫画を描く茂と布枝。茂の周りには、見えない妖怪が実際にうごめいているようだった。
妊娠し「貧乏でも産む」と言い張って女の子の母となる布枝。茂には一流誌の『少年マガジン』から仕事の依頼が来た。だが、苦手な宇宙ものの注文を断ってしまう茂。茂は妖怪漫画と心中する覚悟で作品を生み出していたのだ。やがて『少年マガジン』の編集方針が変わり、茂は妖怪漫画を描けることになった。苦労続きの布枝も、ようやく一息つけそうな結婚4年目の夏だった。

## キャスト

### 武良家
- 武良布枝 - 吹石一恵
- 武良茂 - 宮藤官九郎
- 金内志郎（水木家の間借り人） - 村上淳

### 飯塚家
- 飯塚長兵衛（父） - 沼田爆
- 飯塚ミツ（母） - 天衣織女
- 飯塚芳枝（三女） - 野口紗史
- 飯塚只子（兄嫁） - 平岩紙
- 飯塚照夫（甥） - 佐藤瑠生亮
- 飯塚正夫（弟） - 夏原遼
- 寺山治子（仲人） - 歌川椎子

### 田所家
- 田所初枝（布枝の姉） - 坂井真紀
- 初枝の子供 - 庭野結芽葉
- 初枝の子供 - 川上奏龍

### その他
- 武良琴江（茂の母） - 南果歩
- 倉石昌太郎（メガネの馴染み編集者） - 寺十吾
- 佐久間弦太（「少年マガジン」の編集者） - 柄本佑
- 三ノ輪清彦（貸本幻想出版社社長） - 諏訪太朗
- 小夜子（幻想出版社ビル前の女） - 唯野未歩子
- ユメ子（その娘） - 山岡愛姫
- 安井庄治（貸本マンガ家） - 宮崎将 幻想出版に債権者詰め掛け時に出会う
- 長田利一（貸本マンガ家） - 金子清文
- 梅田栄一郎（貸本マンガ家） - 久保酎吉
- 都筑睦夫（貸本屋） - 鈴木慶一 ※音楽も手掛ける
- 新田義夫（米屋） - 渡辺謙作
- 磯貝則夫（税務署員） - 陰山泰
- 細蟹忠雄（税務署員） - 岡部尚
- ぬらりひょん - 徳井優
- 火消し婆 - 石垣光代
- 川男1 - 吉岡睦雄
- 川男2 - 宇野祥平
- 小豆洗い - 伊藤麻実子
- ラバウルの兵士1 / 傷痍軍人1 / 男A - 戌井昭人
- ラバウルの兵士2 / 傷痍軍人2 / 男B - 中島朋人
- 軍医/傷痍軍人3 / 男C - 鈴木晋介

※平岩紙、徳井優、柄本佑、諏訪太朗は役柄が異なるものの、テレビドラマにも出演している。

## スタッフ
- 原作 - 武良布枝（実業之日本社刊）
- 監督 - 鈴木卓爾
- 脚本 - 大石三知子、鈴木卓爾
- 撮影 - たむらまさき
- 照明 - 平井元
- 音響 - 菊池信之
- 美術 - 古積弘二
- 編集 - 菊井貴繁
- 装飾 - 吉村昌悟
- 衣装 - 宮本まさ江
- メイク - 小沼みどり
- 助監督 - 松尾崇
- 制作担当 - 金子堅太郎
- 特殊造型 - 百武朋
- アソシエイトプロデューサー - 大野敦子
- アニメーション製作 - 大山慶、和田淳
- 音楽 - 鈴木慶一
- エンディングテーマ - ムーンライダーズ feat. 小島麻由美 「ゲゲゲの女房のうた」
- VFX - クワハラマサシ
- 企画・プロデュース - 越川道夫
- プロデューサー - 佐藤正樹
- 製作 - 『ゲゲゲの女房』製作委員会（ファントム・フィルム、スローラーナー、ダブルアップエンタテインメント、ワコー、ぴあ、舞夢プロ、リトルモア、キングレコード、讀賣テレビ放送、実業之日本社、朝日新聞社）
- 共同プロデュース - 鶴岡大二郎、山形里香、境目淳子
- 企画協力 - 水木プロダクション
- 制作プロダクシィン - スローラーナー
- 配給 - ファントム・フィルム